# Jack Short
John „Jack“ Short (* 18. Februar 1928 in Great Houghton; † 10. Oktober 1976 in Barnsley) war ein englischer Fußballspieler. Der Abwehrspieler gewann 1954 mit den Wolverhampton Wanderers die englische Meisterschaft und wechselte im direkten Anschluss in die zweite Liga zu Stoke City sowie gut zwei Jahre später zum FC Barnsley. 

## Sportlicher Werdegang
Der im Verwaltungsbezirk Barnsley geborene Short arbeitete nach dem Schlussabschluss einige Jahre wie sein Vater als Bergmann, bevor ihm der Sprung vom Amateurverein Wath Wanderers zum Profiklub Wolverhampton Wanderers gelang. Im Dezember 1950 folgte der sportliche Durchbruch bei den von Trainer Stan Cullis betreuten „Wolves“ und auf der rechten Abwehrseite war Short fortan eine feste Größe. Erster Höhepunkt war das Erreichen des Halbfinals im FA Cup 1950/51, das im Wiederholungsspiel gegen Newcastle United verloren ging. In diesem war Short jedoch nach sieben Pokaleinsätzen zuvor nicht zum Einsatz gekommen. Während der anschließenden drei Jahre blieb Short Stammspieler in der Abwehrformation von Wolverhampton und die Zeit gipfelte in dem Gewinn der Meisterschaft in der Saison 1953/54. Zu diesem Erfolg trug er 27 Einsätze bei, die jedoch das Ende seiner Zeit dort markierten, denn im August 1954 zog er weiter zum Zweitligisten Stoke City. Insgesamt hatte er 107 Pflichtspiele für die Wolves bestritten. Seine einzigen beiden Treffer hatte er im Januar 1952 in der Partie gegen Manchester City im FA Cup erzielt, nachdem er dort als Stürmer eingesetzt worden war.
Stoke hatte als Erstligaabsteiger des Jahres 1953 Ambitionen in die höchste Spielklasse zurückzukehren, scheiterte aber mit dem Neuzugang aus Wolverhampton knapp in der Saison 1954/55 auf dem fünften Abschlusstabellenplatz. Auch hier hatte sich Short zwischenzeitlich zweifach in die Torschützenliste eintragen können – in der Partie gegen Swansea Town im November 1954 und dies erneut in der Funktion als „Aushilfe“ im Angriff. Short etablierte sich in dem neuen Umfeld mit 33 Pflichtspielen in der Saison 1955/56, aber nach einer schwachen Platzierung in der unteren Tabellenhälfte kehrte Short im Oktober 1956 in seine Heimat zurück, wo er fortan für den FC Barnsley agierte. Die „Tykes“ spielten bis zum Abstieg 1959 in die Drittklassigkeit ebenfalls in der zweiten Liga und Short war für diese bis zu seinem Rücktritt als Profisportler nach Abschluss der Saison 1959/60 aktiv.
Short kehrte danach in den Bergbau zurück und wurde Vorarbeiter. Er verstarb verhältnismäßig früh im Alter von 48 Jahren.

## Erfolge
- Englischer Meister: 1954